# Goura, Camerun
Goura este un oraș din Camerun. Este un producător important de cacao.